# 回辉人
回辉人（Utsul、ĥu Zaan），也称海南占族、海南回族，是中国未识别民族，主要居住在海南三亚市鳳凰鎮的回新社區、回辉社區，约有9400人。回辉人是占族在海南島的分支，操回辉话，属南岛语系。回輝人信仰伊斯蘭教，因而被中国政府认定为回族，但民族定位依然模糊，有學者認為是現今占族的一個民系，也有的學者認為應獨立成為回輝族或稱為北占族（因回輝話屬北占語支）。

## 历史
回辉人的祖先是晚唐时期阿拉伯和波斯商人留居海南的后裔，以及从占婆国（现越南南部）外逃的占族人。在宋元年间占婆国领土不断被越南侵占，占族人前后数批被迫逃入海南岛，并与海南各族人民融合後形成穆斯林群体。他们目前被中国政府定义为回族人，然而与中国大陆的回族人祖先大相径庭：大陆回族大部分起源于中国本地归皈者，少数人有中亚和西亚混血，语言主要是汉语官話；回辉穆斯林主要是越占戰爭期間及占婆被越南攻滅之后其遗民北逃海南島而产生的民族，其使用的語言為北部占語，屬於南島語系。

### 政府打壓
隨著2010年以後中國政府加大對新疆等地穆斯林少數民族的打壓，這種趨勢也逐步波及到三亞回輝人。自2018年起，中共開始限制他們與阿拉伯世界的聯繫，禁止18歲以下兒童學習阿拉伯語，並要求清真寺拆除宣禮塔上的廣播設備，改放在地上並調低音量。政府還禁止回輝女學生戴頭巾上學，引發當地人的強烈抗議。
中共的目標是要切斷回輝人與伊斯蘭教的聯繫，並推動以漢族為核心的「中國文化統一」。官方文件要求最大限度減少阿拉伯和伊斯蘭文化在三亞回輝社區的影響，限制伊斯蘭特色建築，取消伊斯蘭標誌，並加強對回輝人的監控和思想教育。這一系列措施被認為是中共對少數民族文化進行同化和滅絕的一部分。
三亞回輝人的單一民族地位不獲中國政府承認，被官方劃歸為未識別民族，甚至直接被中國政府認定為回族的支系。但實際上他們和中國回族的源頭大相逕庭，反而與東南亞有深厚的文化淵源。

## 語言
回輝人是中国唯一的马来－松巴哇语群族群、唯一的南岛系穆斯林族群，由于人数较少，民族识别时与信仰哈乃斐派的回族统划为回民族。同时，回輝話也是南岛语系之中极罕见的单音节声调语言、唯一属于东南亚大陆语盟的成员，拥有一定数量的黎语借词，與占語有較近的親緣關係。

## 宗教
三亞回輝人的遠祖是從越南占婆王國逃到海南島的占族人。占婆王國曾是南海一帶的重要海上勢力，在15世紀時其國王皈依伊斯蘭教。遭到越南高棉入侵的占族人開始陸續逃難到海南島定居下來。
1966年的文化大革命期間，紅衛兵曾摧毀當地的清真寺和毀燒古蘭經，使得他們的宗教活動受到嚴重打擊。1978年後，三亞回輝人才得以重新恢復正常的宗教生活，重建清真寺。
隨著改革開放以來中外交流日益頻繁，三亞回輝人也開始與東南亞等地的穆斯林重建聯繫。有些年輕人甚至前往沙特阿拉伯等地學習伊斯蘭教義。

## 文化
回輝人因其特殊的历史文化而倍受中国及海外学者关注和研究，被視為中国南方回民文化的独特代表。現今三亚市海棠区还有藤桥伊斯兰古墓群等国家级文物。此外还有很多散落民间代代传承的各种非物质文化遗产，是海南历史文化的重要組成部分之一。
三亞回輝人與中國境內其他穆斯林群體有很大的不同。他們的血統、語言、服飾和飲食等都與中國大陸的回族大不相同。他們使用的語言是屬於南島語系的回輝語，與東南亞占族人的語言和馬來語相近。女性傳統上會戴頭巾，長袍也是她們的特色服飾。
三亞回輝人與當地漢族（主要為海南閩人）之間向來和諧相處，很少發生衝突。他們以虔誠的伊斯蘭信仰和良好的職業道德聞名，經濟上也相對發達。直到2017年，中國政府還曾自豪地宣傳他們的「回族文化」，稱三亞是南中國海各國人民文化交流的重要窗口。

## 名人
- 阿都拉·巴達威，馬來西亞第五任首相，他的外公是來自海南三亞的回輝人。[11]